# Metlapoxteca
Metlapoxteca är en ort i Mexiko.   Den ligger i kommunen Huatusco och delstaten Veracruz, i den sydöstra delen av landet, 230 km öster om huvudstaden Mexico City. Metlapoxteca ligger 1 096 meter över havet och antalet invånare är 252.
Terrängen runt Metlapoxteca är varierad, och sluttar österut. Runt Metlapoxteca är det ganska tätbefolkat, med 139 invånare per kvadratkilometer. Närmaste större samhälle är Huatusco de Chicuellar, 5,7 km nordväst om Metlapoxteca. I omgivningarna runt Metlapoxteca växer i huvudsak städsegrön lövskog.